# Пльзеньский край
Пльзеньский край (чеш. Plzeňský kraj) — административная единица Чешской Республики, расположен в западной части исторической области Богемия. Административный центр — Пльзень.

## Население
Население Пльзеньского края составляет 570 401 человек (по переписи населения 2011 года), что соответствует 5,47 % всего населения Чехии. Из этого количества 30 % жителей проживает в Пльзни и пригородах. В крае много населенных пунктов с небольшим количеством жителей, единственным большим городом является административный центр края Пльзень — четвёртый по величине город Чехии (164 000 жителей). В остальных 46 городах края проживает 367 000 человек.
Плотность населения составляет 75,44 жителей на 1 квадратный километр (в среднем по стране — 132,33 жителей на 1 квадратный километр). Самая низкая плотность населения в районах Тахов (37,65) и Клатови (44,21).
Города с количеством жителей больше 10 000 человек:
- Пльзень 162 759 человек
- Клатови 22 898 человек
- Рокицани 13 743 человек
- Тахов 12 528 человек
- Сушице 11 520 человек
- Домажлице 10 808 человек

## Административное деление

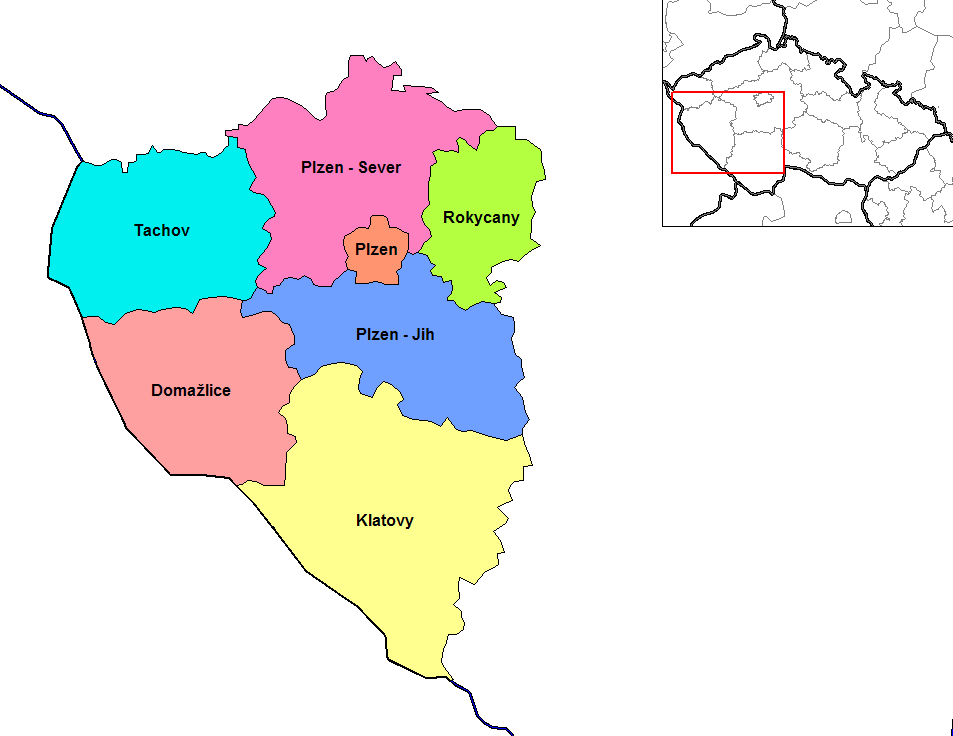
Административная карта края

Территория края подразделяется на 7 районов.
| Район         | Площадь, км² | Население, чел. (2011) | Количество населенных пунктов |
| ------------- | ------------ | ---------------------- | ----------------------------- |
| Домажлице     | 1123,46      | 59 926                 | 85                            |
| Клатови       | 1945,69      | 85 726                 | 94                            |
| Пльзень-город | 261,46       | 188 045                | 15                            |
| Пльзень-юг    | 990,04       | 62 389                 | 90                            |
| Пльзень-север | 1286,79      | 74 940                 | 98                            |
| Рокицани      | 575,11       | 47 458                 | 68                            |
| Тахов         | 1378,68      | 51 917                 | 51                            |

Всего в крае 501 муниципалитет, в том числе 15 муниципалитетов с расширенными полномочиями.

## Экономика
Основные месторождения полезных ископаемых разрабатываются в окрестностях Пльзни. Здесь добывают каменный уголь, строительный камень, глину. В Богемском лесе осуществляется добыча известняка. В регионе благоприятные условия для развития сельского хозяйства. 50,8 % территории края используется как сельскохозяйственные угодья, 39,4 % территории занимают леса.
По состоянию на 31 декабря 2005 года в крае было зарегистрировано 127 341 предприятий, треть которых расположена в районе Пльзни. 27,3 % населения занято в промышленном производстве, за ним следуют социальная сфера, лесное и рыбное хозяйство.
В целях развития международного сотрудничества созданы еврорегионы Эгренсис (совместно с Германией) и Баварский Лес — Богемский лес (с Германией и Австрией).

## Транспорт
Протяженность дорожной сети региона составляет 5007 километров. Длина автобанов составляет 89 километров. Железнодорожная сеть края имеет общую протяженность 713 километров, из которых 237 километров электрифицировано. Международные транспортные линии Пльзень — Нюрнберг и Регенсбург — Мюнхен связывают регион с Германией.

## Культура и туризм
В 2002 году в крае насчитывалось 43 музея, 12 театров, 590 библиотек, включая Научную библиотеку Пльзеньского края. В Пльзни проводятся регулярные музыкальные и театральные фестивали.
Центром туризма является город Пльзень с многочисленными памятниками культуры и истории, зоологическим и ботаническим садом. В Богемском лесе развиваются зимние виды спорта. На северо-западе региона находится курорт Константинови Лазне.
Достопримечательностями края являются монастырь Кладруби, замки Швихов, Кашперк, Раби, Качержов, Велхартице, Хоршовски-Тын. Исторические центры городов Домажлице, Пльзень и Хоршовски Тын охраняются как памятники истории. В окрестностях Пльзни также имеются населенные пункты, где представлена сельская архитектура XVII—XVIII веков, блочные строения и фахверковые дома представлены в местности к северу от Пльзеня, а также в районе Тахов. В Хановице (район Клатови) находятся музей сельской архитектуры на открытом воздухе.
В регионе расположен природный национальный парк Богемский лес и ландшафтные заповедники Чески лес (чеш. Český les), Крживоклатско (чеш. Křivoklátsko) и Славковски лес (чеш. Slavkovský les). Центр водных видов спорта находится на реке Бероунке.